# Liste des films de Pokémon
 Pour plus de détails, voir Fiche technique et Distribution
Les films Pokémon sont, comme la série animée, des aventures distinctes de la plupart des jeux vidéo Pokémon et mettent en scène Sacha en tant que personnage principal. Sacha et ses compagnons voyagent à travers le monde Pokémon en combattant d'autres dresseurs Pokémon.
Mewtwo contre-attaque est le film d'animation japonais qui a fait le plus d'entrée au cinéma en France lors de sa sortie, avec 2 224 456 spectateurs[source insuffisante].
Les quatrième, sixième et septième films ne bénéficient pas d'un doublage français cohérent avec le reste des films et de la série, ce qui déçoit beaucoup les fans de la saga. En effet, ces films ont été doublés par un autre studio de doublage français. Aurélien Ringelheim et les principaux comédiens de doublage habituels n'ont pas été sollicités. Les spectateurs espèrent qu'un jour, les films concernés seront redoublés afin d'assurer une continuité dans la saga.

## Films d'animation
| No | Titre français                        | Titre japonais                          | Titre japonais                                                                                      | Date de 1re diffusion                                                           |
| No | Titre français                        | Kanji                                   | Rōmaji                                                                                              | Date de 1re diffusion                                                           |
| --- | ------------------------------------- | --------------------------------------- | --------------------------------------------------------------------------------------------------- | ------------------------------------------------------------------------------- |
| 1 | Mewtwo contre-attaque                 | ミュウツーの逆襲                        | Myūtsū no gyakushū (La contre-attaque de Mewtwo)                                                    | 18 juillet 1998 (Japon) 10 novembre 1999 (États-Unis) 5 avril 2000 (France)     |
| Après s'être fait cloner, puis améliorer, par la Team Rocket, avec un fragment fossilisé de Mew, Mewtwo s'enfuit du laboratoire de recherche de l'organisme criminel sur une île déserte. Sur son île, Mewtwo invite les meilleurs dresseurs afin de les asservir. Sacha fait partie de ces dresseurs.                                                                                                |                                       |                                         | |                                                                                 |
| 2 | Le Pouvoir est en toi                 | 幻のポケモン ルギア爆誕                 | Maboroshi no Pokemon Rugia bakutan (Le Pokémon fantôme : La révélation de Lugia)                    | 17 juillet 1999 (Japon) 21 juillet 2000 (États-Unis) 20 décembre 2000 (France)  |
| Sacha et ses amis arrivent sur l'île de Shamouti. Les habitants leur parlent d'une légende où trois oiseaux mythiques, Artikodin, Électhor et Sulfura, règnent sur leurs îles respectives. Au même moment, Gelardan, un collectionneur Pokémon, capture les oiseaux pour sa collection personnelle et modifie donc le climat naturel de la Terre pour faire apparaître le Gardien des Abysses, Lugia. |                                       |                                         | |                                                                                 |
| 3 | Le Sort des Zarbi                     | 結晶塔の帝王                            | Kesshō tō no Teiō (L'empereur de la tour de cristal Enteï)                                          | 8 juillet 2000 (Japon) 6 avril 2001 (États-Unis) 13 juin 2001 (France)          |
| Le père d'une fillette disparaît mystérieusement lors de fouilles archéologiques. En jouant avec les artéfacts, la fillette libère les Zarbi. Ils lui redonnent un père (Entei) et transforment sa maison en cristal. Entei décide d'enlever la mère de Sacha et celui-ci part à son secours. |                                       |                                         | |                                                                                 |
| 4 | Celebi, la voix de la forêt           | セレビィ 時を超えた遭遇                 | Serebī toki wo koeta deai (Celebi : Rencontre au-delà du temps)                                     | 7 juillet 2001 (Japon) 11 octobre 2002 (États-Unis) 16 mai 2007 (France)        |
| Samy, un jeune dresseur, et Celebi sont poursuivis par un chasseur de Pokémon. Pour le fuir, Celebi les téléporte à l'époque de Sacha, où ils font la rencontre de celui-ci. |                                       |                                         | |                                                                                 |
| 5 | Les Héros Pokémon                     | 水の都の護神 ラティアスとラティオス     | Mizu no miyako no mamorigami Ratiasu to Ratiosu (Les gardiens de la cité de l'eau Latias et Latios) | 13 juillet 2002 (Japon) 16 mai 2003 (États-Unis) 13 juillet 2005 (France)       |
| 6 | Jirachi, le génie des vœux            | 七夜の願い星 ジラーチ                   | Nanayo no negaiboshi Jirāchi (L'étoile des souhaits des sept nuits Jirachi)                         | 19 juillet 2003 (Japon) 1er juin 2004 (États-Unis) 16 mai 2007 (France)         |
| 7 | La Destinée de Deoxys                 | 裂空の訪問者 デオキシス                 | Rekkū no hōmonsha Deokishisu (Le visiteur de la fissure dans le ciel Deoxys)                        | 22 juillet 2004 (Japon) 22 janvier 2005 (États-Unis) 1er avril 2009 (France)    |
| 8 | Lucario et le Mystère de Mew          | ミュウと波導の勇者 ルカリオ             | Myū to hadō no yūsha Rukario (Mew et Lucario le héros de vague)                                     | 16 juillet 2005 (Japon) 19 septembre 2006 (États-Unis) 9 avril 2008 (France)    |
| Lors d'une fête traditionnelle dans un château où sont conviés nos héros, Un pokémon nommé Lucario sort d'un bâton ayant appartenu à un héros ayant rétabli la paix il y a des années grâce au pouvoir de l'aura. Sacha et ses amis pourront t-ils aider ce pokémon enfermé depuis des années avec un lourd secret ?                                                                                  |                                       |                                         | |                                                                                 |
| 9 | Pokémon Ranger et le Temple des mers  | ポケモンレンジャーと蒼海の王子 マナフィ | Pokemon renjā to umi no Ōji Manafi (Le ranger Pokémon et le prince de mers Manaphy)                 | 15 juillet 2006 (Japon) 23 mars 2007 (États-Unis) 18 juin 2008 (France)         |
| Lorsqu'un Manaphy est sur le point de sortir de son œuf, un Pokémon Ranger est là pour le ramener à Samaya, un temple sous-marin voguant dans les océans depuis des années contenant une richesse immense. Nos amis arriveront-ils à ramener Manaphy sans être interrompus par le plus grand Pirate ?                                                                                                 |                                       |                                         | |                                                                                 |
| 10 | L'Ascension de Darkrai                | ディアルガVSパルキアVSダークライ        | Diaruga tai Parukia tai Dākurai (Dialga contre Palkia contre Darkrai)                               | 14 juillet 2007 (Japon) 24 février 2008 (États-Unis) 8 octobre 2008 (France)    |
| Deux entités qui n'aurait jamais dû se croiser sont entrées en collision. Dialga et Palkia sont face à face. Palkia se réfugie a Alamos une ville où se trouvent nos amis et un Darkrai, le pokémon Cauchemar. Pourront-ils sauver la ville de la pire catastrophe possible ? |                                       |                                         | |                                                                                 |
| 11 | Giratina et le Gardien du ciel        | ギラティナと氷空の花束 シェイミ         | Giratina to sora no hanataba Sheimi (Giratina et le bouquet céleste Shaymin)                        | 19 juillet 2008 (Japon) 13 février 2009 (États-Unis) 8 avril 2009 (France)      |
| Suite de l'ascension de Darkrai. Giratina, un pokémon inconnu de nos amis, les a envoyé dans son monde, le Monde Inversé, en voulant demander de l'aide à un pokémon suivant nos amis : Shaymin le pokémon Gratitude. |                                       |                                         | |                                                                                 |
| 12 | Pokémon : Arceus et le Joyau de Vie   | アルセウス 超克の時空へ                 | Aruseusu chōkoku no jikū e (Arceus : Pour transcender l'espace-temps)                               | 18 juillet 2009 (Japon) 20 novembre 2009 (États-Unis) 3 décembre 2009 (France)  |
| Suite et Fin de l'arc Diamant-Perle-Platine. Nos amis se trouvent face à un problème de l'ancien temps. Arceus, le pokémon qui aurait créé le monde, aurait été trahi par un ancêtre humain. Il est désormais sous la rage et veux détruire le monde. Nos amis arriveront-ils à modifier le passé grâce à Dialga ?                                                                                    |                                       |                                         | |                                                                                 |
| 13 | Zoroark, le maître des illusions      | 幻影の覇者 ゾロアーク                   | Gen'ei no hasha Zoroark (Zoroark, Le maître de l'illusion)                                          | 10 juillet 2010 (Japon) 5 février 2011 (États-Unis) 20 février 2011 (France)    |
| Zoroark, un pokémon rare pouvant créer des illusions si vraies qu'on pense les vivre, est contrôlé par un être malveillant afin qu'il puisse voir dans le futur pour s'enrichir. Nos amis pourront-ils l'en empêcher à temps ? |                                       |                                         | |                                                                                 |
| 14 | Blanc — Victini et Zekrom             | ビクティニと黒き英雄 ゼクロム           | Bikutini to kuroki eiyū Zekuromu (Victini et le héros noir Zekrom)                                  | 16 juillet 2011 (Japon) 3 décembre 2011 (États-Unis) 18 avril 2012 (France)     |
| Ce film jumelé met en scène les Pokémon légendaires Victini et Zekrom ainsi que quelques personnages exclusifs à ce film. Le paysage change selon le film. |                                       |                                         | |                                                                                 |
| 14 | Noir — Victini et Reshiram            | ビクティニと白き英雄 レシラム           | Bikutini to shiroki eiyū Reshiramu (Victini et le héros blanc Reshiram)                             | 16 juillet 2011 (Japon) 10 décembre 2011 (États-Unis) 18 avril 2012 (France)    |
| Ce film jumelé met en scène les Pokémon légendaires Victini et Reshiram ainsi que quelques personnages exclusifs à ce film. Le paysage change selon le film. |                                       |                                         | |                                                                                 |
| 15 | Kyurem vs la Lame de la justice       | キュレムVS聖剣士 ケルディオ             | Kyuremu tai seikenshi Kerudio (Kyurem contre les épéistes sacrés : Keldeo)                          | 14 juillet 2012 (Japon) 8 décembre 2012 (États-Unis) 26 février 2013 (France)   |
| Pour les 15 ans de Pokémon. On voit le plus puissant pokémon dragon, Kyurem affronter les lames de la justice Terakium, Viridium, Colbatium et Keldeo. |                                       |                                         | |                                                                                 |
| 16 | Genesect et l'Éveil de la légende     | 神速のゲノセクト ミュウツー覚醒         | Shinsoku no Genosekuto Myuutsū kakusei (Extreme speed Genesect : l'éveil de Mewtwo)                 | 13 juillet 2013 (Japon) 19 octobre 2013 (États-Unis) 22 octobre 2013 (France)   |
| 17 | Diancie et le Cocon de l'annihilation | 破壊の繭とディアンシー                  | Hakai no mayu to Dianshii (Le cocon de la destruction et Diancie)                                   | 19 juillet 2014 (Japon) 8 novembre 2014 (États-Unis) 10 mars 2015 (France)      |
| Sacha et ses amis tombent sur un Diancie qui se fait chasser par des voleurs pour sa capacité à matérialiser des diamants. Notre bande va aider ce pokémon à trouver Xerneas, afin de rétablir la lumière dans les grottes de Strassie. |                                       |                                         | |                                                                                 |
| 18 | Hoopa et le Choc des légendes         | 光輪の超魔神 フーパ                     | Ring no chōmajin Fūpa (L'Archdjinni des anneaux Hoopa)                                              | 18 juillet 2015 (Japon) 19 décembre 2015 (États-Unis) 19 janvier 2016 (France)  |
| Film mettant en Scène les Formes Déchainé et Enchainé de Hoopa, un pokémon fabuleux capable de créer des portails de téléportation, un combat avec beaucoup de Légendaires : Lugia, Latias, Latios, Rayquaza, Groudon, Kyogre, Giratina, Dialga, Palkia, Kyurem et une brève apparition d'Arceus. |                                       |                                         | |                                                                                 |
| 19 | Volcanion et la Merveille mécanique   | ボルケニオンと機巧のマギアナ            | Borukenion to karakuri no Magiana (Volcanion et l'ingénieux Magearna)                               | 16 juillet 2016 (Japon) 18 novembre 2016 (France) 5 décembre 2016 (États-Unis)  |
| Mise en scène de Volcanion, un pokémon capable d'exploser des montagnes entières et n'aimant en rien les humains, avec comme protégé un pokémon créé par les humains, Magearna, qui, possède un lourd secret laissé par son créateur. |                                       |                                         | |                                                                                 |
| 20 | Je te choisis !                       | キミにきめた！                          | Kimi ni kimeta! (Je te choisis !)                                                                   | 15 juillet 2017 (Japon) 6 juillet 2017 (France) 5 novembre 2017 (États-Unis)    |
| 21 | Le pouvoir est en nous                | みんなの物語                            | Minna no monogatari (L'histoire universelle)                                                        | 13 juillet 2018 (Japon) 24 novembre 2018 (États-Unis) 24 novembre 2018 (France) |
| 22 | Mewtwo contre-attaque - Évolution     | ミュウツーの逆襲 EVOLUTION              | Myūtsū no Gyakushū Evolution (La contre-attaque de Mewtwo Évolution)                                | 12 juillet 2019 (Japon) 27 février 2020 (France et États-Unis)                  |
| Remake du premier film Pokémon : Mewtwo contre-attaque. Après s'être fait cloner puis améliorer par la Team Rocket avec un fragment fossilisé de Mew, Mewtwo s'enfuit du laboratoire de recherche de l'organisme criminel sur une île déserte. Sur son île, Mewtwo invite les meilleurs dresseurs afin de les asservir ; Sacha fait partie de ces dresseurs.                                          |                                       |                                         | |                                                                                 |
| 23 | Les Secrets de la jungle              | 劇場版ポケットモンスター ココ           | Koko (Koko)                                                                                         | 25 décembre 2020 (Japon) 8 octobre 2021 (France et États-Unis)                  |

## Film en prise de vue réelle
| No                                                                | Titre français              | Titre japonais | Titre japonais | Date de 1re diffusion |
| No                                                                | Titre français              | Kanji          | Rōmaji         | Date de 1re diffusion |
| ----------------------------------------------------------------- | --------------------------- | -------------- | -------------- | --------------------- |
| 1                                                                 | Pokémon : Détective Pikachu |                |                | 10 mai 2019 (USA)     |
| Adaptation en prise de vue réelle du jeu vidéo Détective Pikachu. |                             |                |                |                       |

## Bonus
Ces deux courts-métrages approfondissent l'histoire des deux premiers films. Le premier est le début japonais du premier long-métrage dans sa version longue, jamais réellement intégré aux versions occidentales, racontant l'origine de Mewtwo. Le second est un bonus relatant la vie du Roigada du 2e long-métrage. Aucun des deux n'est sorti en français.
| N° | Titre français          | Titre japonais (kanji) | Titre japonais (rōmaji)/anglais |
| -- | ----------------------- | ---------------------- | ------------------------------- |
| 1  | La Naissance de Mewtwo  | ミュウツーの誕生       | Mewtwo no Tanjō                 |
| 2  | Le Quotidien de Roigada | ヤドキングのいちにち   | Yadoking's Day                  |

## Les Aventures de Pikachu
Les six premiers ont été diffusés avant les films, les suivants ont été disponibles dans les avions de la compagnie ANA Flight, au rythme d'un par film. Ils ne comportent quasiment aucune apparition des dresseurs et ont pour personnages centraux les Pokémon des héros et de la Team Rocket. Seuls les trois premiers sont sortis en France.
| N°                            | Titre français                            | Titre japonais (kanji)                   | Titre japonais (rōmaji)                   |
| ----------------------------- | ----------------------------------------- | ---------------------------------------- | ----------------------------------------- |
| Cycle 1 : Pocket Monsters     |                                           |                                          |                                           |
| 1                             | Les Vacances de Pikachu                   | ピカチュウのなつやすみ                   | Pikachuu no Natsu Yasumi                  |
| 2                             | Pikachu à la rescousse                    | ピカチュウたんけんたい                   | Pikachuu Tankentai                        |
| 3                             | Pikachu & Pichu                           | ピチューとピカチュウ                     | Pichu to Pikachuu                         |
| 4                             | Le cache-cache de Pikachu                 | ピカチュウのドキドキかくれんぼ           | Pikachuu no Dokidoki Kakurenbo            |
| 5                             | Le camp Pikachu                           | ピカピカ星空キャンプ                     | Pika Pika Hoshi Zora Kyanpu               |
| Cycle 2 : Advanced Generation |                                           |                                          |                                           |
| 6                             | La base secrète Pokémon                   | おどるポケモンひみつ基地                 | Odoru Pokemon Himitsu Kichi               |
| 7                             | Le festival d'été de Pikachu!             | ピカチュウのなつまつり                   | Pikachuu no Natsu Matsuri                 |
| 8                             | Le carnaval de Pikachu                    | ピカチュウのおばけカーニバル             | Pikachuu no Obake Carnival                |
| 9                             | L'aventure sur l'île de Pikachu           | ピカチュウのわんぱくアイランド           | Pikachuu no Wanpaku Airando               |
| Cycle 3 : Diamond & Pearl     |                                           |                                          |                                           |
| 10                            | Le club d'exploration de Pikachu          | ピカチュウたんけんクラブ                 | Pikachuu no Tanken Kurabu                 |
| 11                            | L'aventure glacée de Pikachu              | ピカチュウ 氷の大冒険                    | Pikachuu Koori no Daibouken               |
| 12                            | La recherche étincelante de Pikachu       | ピカチュウのキラキラだいそうさく！       | Pikachuu no Kirakira Daisousaku           |
| 13                            | La Grande aventure mystérieuse de Pikachu | ピカチュウのふしぎなふしぎな大冒険       | Pikachuu no Fushigina Fushigina Daibouken |
| Cycle 4 : Best Wishes         |                                           |                                          |                                           |
| 14                            | L'histoire estivale du pont et Pikachu    | ピカチュウのサマー・ブリッジ・ストーリー | Pikachuu no Sama Burijji Sutori           |
| 15                            | Le récital étincelant de Meloetta         | メロエッタのキラキラリサイタル           | Meroetta no Kirakira Risaitaru            |
| 16                            | Évoli & ses amis                          | ピカチュウとイーブイフレンズ             | Pikachuu to Ibui Furenzu                  |
| Cycle 5 : XY                  |                                           |                                          |                                           |
| 17                            | Pikachu, quelle est cette clé ?           | ピカチュウ、これなんのカギ？             | Pikachuu, Kore Nan no Kagi?               |
| 18                            | Pikachu est la musique Pokémon            | ピカチュウとポケモンおんがくたい         | Pikachuu to Pokemon ongakutai             |

## Téléfilms
| Titre français                 | Titre japonais (kanji)     | Titre japonais (rōmaji)     |
| ------------------------------ | -------------------------- | --------------------------- |
| Le Retour de Mewtwo            | ミュウツー！我ハココニ在リ | Myūtsū! Ware wa koko ni ari |
| Raikou, la légende du tonnerre | ライコウ 雷の伝説          | Raikou ikazuchi no Densetsu |
| Le Maître des mirages          | 戦慄のミラージュポケモン   | Senritsu no Mirāju Pokemon  |